# زابلي أباد
زابلي أباد (بالفارسية: زابلی‌آباد) هي قرية تقع في Fajr Rural District في إيران. يقدر عدد سكانها بـ 3,942 نسمة .